# Yoma vestina
Yoma vestina är en fjärilsart som beskrevs av Hans Fruhstorfer 1912. Yoma vestina ingår i släktet Yoma och familjen praktfjärilar. Inga underarter finns listade i Catalogue of Life.